# Hroznová Lhota

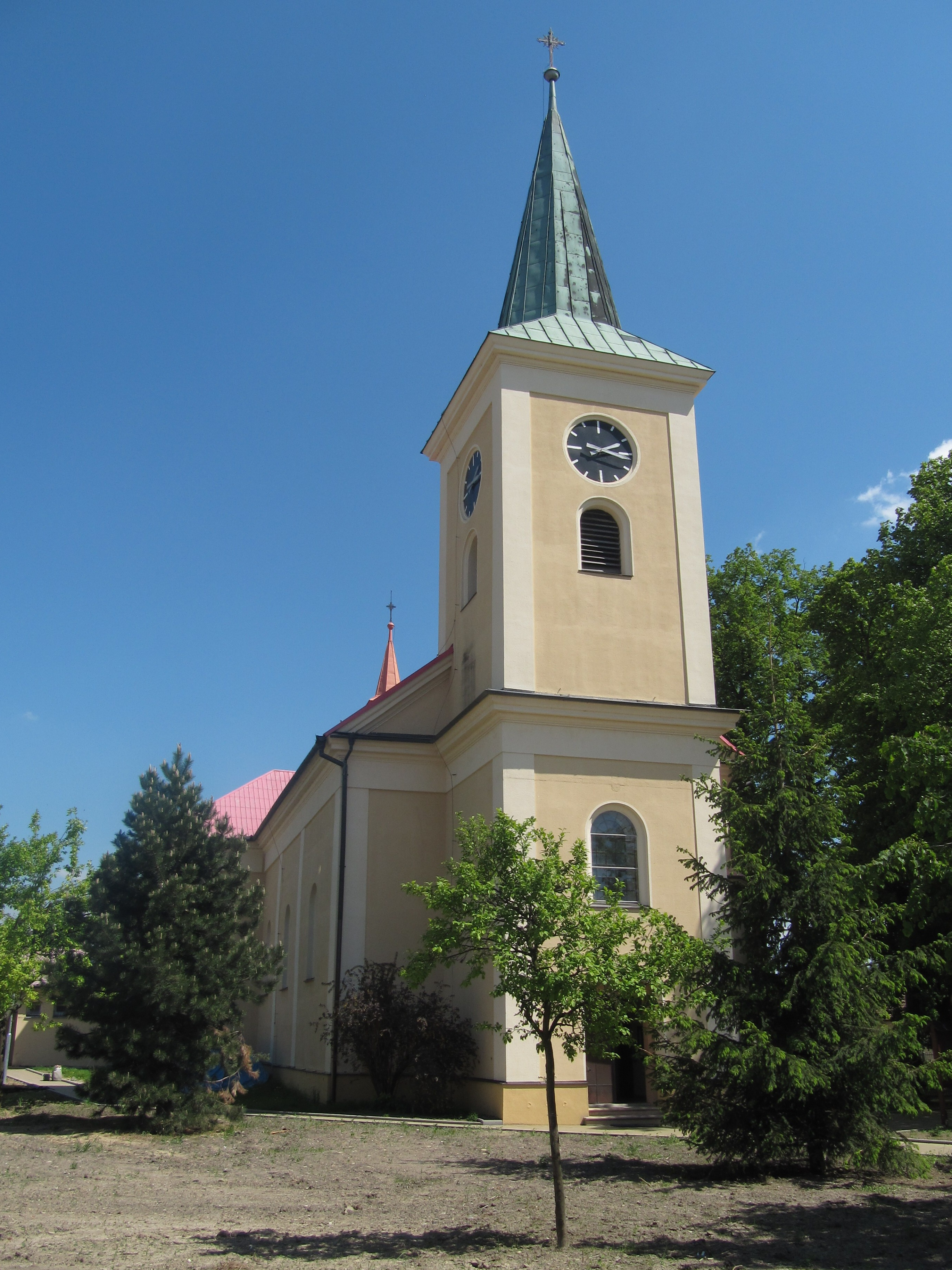
Kirche Johannes des Täufers

Hroznová Lhota (deutsch Hrozna Lhotta, 1939–45: Trauben Lhota) ist eine Gemeinde in Tschechien. Sie liegt sechs Kilometer südöstlich von Veselí nad Moravou und gehört zum Okres Hodonín.

## Geographie
Hroznová Lhota erstreckt sich rechtsseitig des Flüsschens Velička im Dolnomoravský úval (Südliches Marchbecken). Durch den Ort führt der Mlýnský náhon (Mühlbach). Das Dorf befindet sich am nordwestlichen Fuße der Weißen Karpaten und liegt am Rande des Landschaftsschutzgebietes Bílé Karpaty. Nördlich erhebt sich der Radošov (244 m), im Südosten die Hájová (354 m) und der Vrchy (340 m), südlich der Výzkum (439 m) und der Dolní kopec sowie im Nordwesten der Drážky (227 m). Nordöstlich von Hroznová Lhota verläuft die Bahnstrecke Nové Mesto nad Váhom–Veselí nad Moravou, die nächste Station ist Lipov.
Nachbarorte sind Milokošť, Ostrožské Předměstí und Chylice im Norden, Blatnice pod Svatým Antonínkem im Nordosten, Tasov im Osten, Velká nad Veličkou, Hrubá Vrbka und Malá Vrbka im Südosten, Kněždub im Südwesten, Žeraviny im Westen sowie Kozojídky und Veselí nad Moravou im Nordwesten.

## Geschichte
Die erste schriftliche Erwähnung von Lhota erfolgte im Jahre 1371. 1447 verkaufte Zdenko von Sternberg die Herrschaft Veselí mit allem Zubehör, darunter dem Dorf Lhota samt dem Hof, der Maut und zwei Mühlen, an Mikuláš von Vojslavice. Nach dessen Tode führten zwischen 1480 und 1498 seine Söhne Mikuláš und Václav sowie deren Schwager Mikuláš von Zástřizl langwierige Fehden gegeneinander und gegen ihre Nachbarn Pertold von Leipa bzw. Johann d. Ä. von Zierotin auf Strážnice, Vratislav von Pernstein und Čeněk von Žeravice auf Bánov. Im Jahre 1500 fiel die Herrschaft mangels direkter Nachkommen Jan Duchek von Bydžov, dem dessen Onkel Johann Filipec zu einer Nobilitierung mit dem Prädikat von Kunowitz verhalf. Jan von Kunowitz wurde zum Begründer der ausgedehnten Herrschaft Ostroh. Zur Unterscheidung von dem zur selben Herrschaft gehörigen weiteren Dorf Lhota wurde der Ort ab 1503 auf Grund seiner früheren Zugehörigkeit zur Herrschaft Veselí als Veselská Lhota bezeichnet. Auf Gesuch von Jan von Kunowitz erhob König Ferdinand I. Veselská Lhota am 15. Juli 1560 zum Marktflecken. Wegen seiner Bedeutung als Zentrum des Weinbaus in der Herrschaft Ostroh wurde das Dorf seit 1595 auch als Hrozná Lhota bezeichnet. Weitere Namensformen waren Lhota Hrozna, Groß Lhota und Welika Lhota. Wegen seiner Beteiligung am Ständeaufstand von 1618 wurden die Besitzungen des Jan Bernhard von Kunowitz nach der Schlacht am Weißen Berg von Ferdinand II. konfisziert und 1625 an den kaiserlichen Gefolgsmann Gundaker von Liechtenstein verschenkt. Nach der Rekatholisierung wurde die Kirche der Mährischen Brüder in Tasov 1654 geschleift und als Baumaterial zur Errichtung der katholischen Kirche in Hroznová Lhota verwendet. Zur 1751 eingerichteten Lokalie Hroznová Lhota gehörten die Dörfer Žeraviny, Tasov und Kozojídky, deren Kinder hier auch unterrichtet wurden. 1807 legte ein Großfeuer große Teile des Dorfes einschließlich der Schule und des Pfarrhauses in Schutt und Asche. Im Jahre 1834 bestand Hroznová Lhota aus 140 Häusern und hatte 890 Einwohner. Bis zur Mitte des 19. Jahrhunderts blieb Hroznová Lhota immer nach Ostroh untertänig.
Nach der Aufhebung der Patrimonialherrschaften bildete Hrozná Lhota/Hrozna Lhotta ab 1850 eine Marktgemeinde in der Bezirkshauptmannschaft Göding und dem Gerichtsbezirk Strážnice. Die neue Schule wurde 1878 eingeweiht. Seit dem Ende des 19. Jahrhunderts lebte der Maler Joža Uprka in Hrozná Lhota. Bei ihm waren um 1900 die Kulturschaffenden Zdenka Braunerová sowie Vilém und Alois Mrštík zu Gast. Im Jahre 1902 besuchte Auguste Rodin Uprka in Hrozná Lhota. Seit dem Beginn des 20. Jahrhunderts wird der Ortsname Hroznová Lhota verwendet. 1927 nahm die Bahnstrecke Myjava–Veselí nad Moravou den Betrieb auf. Während der deutschen Besetzung erhielt der Ort 1939 neben dem tschechischen auch den neuen eingedeutschten Namen Trauben Lhota. Am Tage der Errichtung des Protektorats Böhmen und Mähren gaben die Führer der Národopisná Morava, der Maler Jan Uprka und der Lehrer Josef Vávra am 15. März 1939 in Hroznová Lhota eine Erklärung über die Zugehörigkeit der Mährischen Slowaken zum slowakischen Volk ab. Am nachfolgenden Tage ersuchten Jan Uprka, Josef Vávra und Jan Ryba bei Hitler um den Anschluss der Mährischen Slowaken an die Slowakische Republik. Nach dem Ende des Zweiten Weltkrieges wurde die Národopisná Morava als Kollaborantenorganisation betrachtet. 1951 zog die Schule in ein neu errichtetes Gebäude, zugleich wurde Hroznová Lhota zum Schulort für die vier umliegenden Ortschaften Tasov, Žeraviny, Kněždub und Kozojídky. Zwischen 1949 und 1960 gehörte Hroznová Lhota zum Okres Veselí nad Moravou und kam nach dessen Auflösung zum Okres Hodonín zurück. Zwischen 1980 und 1990 war Kozojídky nach Hroznová Lhota eingemeindet. Seit 1999 führt die Gemeinde ein Wappen und Banner. Beim Wettbewerb Dorf des Jahres wurde Hroznová Lhota 2001 Sieger im Jihomoravský kraj und kam landesweit auf den dritten Platz.

## Gemeindegliederung
Für die Gemeinde Hroznová Lhota sind keine Ortsteile ausgewiesen.

## Sehenswürdigkeiten
- Kirche Johannes des Täufers, der 1654 auf Veranlassung der Liechtensteiner errichtete Bau erhielt seine heutige Gestalt im Stile des Historismus beim Umbau von 1902. Die Ausstattung wurde in den Jahren 1986 bis 1989 vom Brünner Künstler Ludvík Kolek modern umgestaltet.
- Atelierhaus des Malers Joža Uprka, gestaltet 1904 nach Plänen von Dušan Jurkovič. Es befindet sich im Privatbesitz und ist nicht zugänglich.
- Landschaftsschutzgebiet CHKO Bílé Karpaty
- kreuzförmige Lindenallee, gepflanzt 1905 auf Veranlassung des Bürgermeisters und Landtagsabgeordneten Josef Pavlica anlässlich seiner 1899 erfolgten Auszeichnung mit dem Goldenen Verdienstkreuz

## Persönlichkeiten

### Söhne und Töchter der Gemeinde
- František Šantavý (1915–1983), Chemiker
- Jan Uprka (1900–1975), Maler und Führer der ethnographischen Vereinigung Národopisná Morava

### In Hroznová Lhota lebten und wirkten
- Joža Uprka (1861–1940), der slowakische Maler lebte und arbeitete seit 1897 in Hroznová Lhota, Vater von Jan Uprka
- Leopold Velan (1906–1989), Bildhauer